# シティ・スリッカーズ (映画)
『シティ・スリッカーズ』（City Slickers）は、1991年に制作されたアメリカ映画。ニューヨークの中年3人がカウボーイ体験を通して本来の自分を見つけるコメディ・ドラマ。
ジャック・パランスがアカデミー助演男優賞、ゴールデングローブ賞助演男優賞を受賞した。
アメリカの俳優ジェイク・ジレンホールはビリー・クリスタルの息子ダニー役を演じ、本作で映画デビューを果たした。

## ストーリー
ミッチ、フィル、エドの親友3人は、38歳。それぞれが仕事と家庭を持ち、長い付き合いを続けているものの、少しずつ「若さ」を失いつつある自分に、そして今ひとつうまく行かない生活に、言い様のない焦りや諦めを感じるようになってきていた。そんな折、ミッチの39歳の誕生祝いに、フィルとエドはコロラドで企画されている「牛追いツアー」への参加を提案する。最初は渋っていたミッチも、｢行って、もう一度笑顔を見つけてきて｣という妻バーバラの言葉に背中を押され、3人で旅立った。遊び半分での参加だった3人も、予想以上に本格的な牛追いや野性的な生活、そして開放的な環境の中に身を置くうち、少しずつ都会でのシニカルな見栄を捨て、本音で話せるようになっていく。特にミッチは、老齢のカウボーイ、カーリーとの出会いや、自らが手がけた仔牛の誕生などを経て、自分が見失いかけていたものを少しずつ取り戻していった。ツアーは順調に進むかと思われたが、心臓病を患っていたカーリーが急死したのを皮切りに、予想外のトラブルが続発。ついにはフィルと大喧嘩をした牧童のジェフとT・Rが逃げ出し、素人のツアー客と牛だけが取り残される事態になってしまう。他の面々は牛を見捨てて先に進もうと提案するが、3人組はあくまでもカウボーイであり続けようと決意。自分たちの生き方にもう一度自信をもつために、苦難の道へと挑んでいく。

## キャスト
| 役名                   | 俳優                   | 日本語吹替                            | 日本語吹替                              | 日本語吹替 | 日本語吹替     | 日本語吹替 |
| 役名                   | 俳優                   | VHS版                                 | テレビ東京版                            | ANA機内版  | JAL機内版      |            |
| ---------------------- | ---------------------- | ------------------------------------- | --------------------------------------- | ---------- | -------------- | ---------- |
| ミッチ・ロビンス       | ビリー・クリスタル     | 安原義人                              | 古川登志夫                              | 野沢那智   | 玄田哲章       |            |
| フィル・バークィスト   | ダニエル・スターン     | 大塚芳忠                              | 野島昭生                                |            |                |            |
| エド・フリロ           | ブルーノ・カービー     | 牛山茂                                | 江原正士                                |            |                |            |
| カーリー               | ジャック・パランス     | 大塚周夫                              | 小林清志                                |            |                |            |
| ボニー・レイバーン     | ヘレン・スレイター     | 井上喜久子                            | 佐々木優子                              |            |                |            |
| バーバラ・ロビンス     | パトリシア・ウェティグ | 弘中くみ子                            | 吉田理保子                              |            |                |            |
| クレイ・ストーン       | ノーブル・ウィリンガム | 筈見純                                | 加藤精三                                |            |                |            |
| アイラ・シャロウィッツ | デヴィッド・ペイマー   | 広瀬正志                              | 安西正弘                                |            |                |            |
| バリー・シャロウィッツ | ジョシュ・モステル     | 福田信昭                              | 田中亮一                                |            |                |            |
| スティーヴ・ジェサップ | フィル・ルイス         | 桜井敏治                              | 宝亀克寿                                |            |                |            |
| ベン・ジェサップ       | ビル・ヘンダーソン     | 水野龍司                              | 西村知道                                |            |                |            |
| ルー                   | ジェフリー・タンバー   | 水野龍司                              |                                         |            |                |            |
| ジェフ                 | カイル・セコー         | 田中正彦                              | 中田和宏                                |            |                |            |
| T・R                   | ディーン・ハロ         | 松本大                                | 古田信幸                                |            |                |            |
| クッキー               | トレイシー・ウォルター | 中博史                                | 幹本雄之                                |            |                |            |
| サル                   | ロバート・コスタンゾ   | 中博史                                |                                         |            |                |            |
| ナンシー               | イヤードリー・スミス   | 高乃麗                                | 巴菁子                                  |            |                |            |
| ダニー・ロビンス       | ジェイク・ジレンホール | 真柴摩利                              | 一柳みる                                |            |                |            |
| 学校の生徒             | ダニエル・ハリス       |                                       |                                         |            |                |            |
| ノーマンの声           | フランク・ウェルカー   |                                       |                                         |            |                |            |
| その他                 |                        | 藤生聖子 叶木翔子 火野カチコ 天野由梨 | 遠藤みやこ 有本欽隆 かないみか 岡村明美 |            |                |            |
|                        |                        |                                       |                                         |            |                |            |
| 演出                   | N/A                    | 蕨南勝之                              |                                         | 高橋剛     |                |            |
| 翻訳                   | N/A                    | 高橋京子                              |                                         |            |                |            |
| 制作                   | N/A                    | ニュージャパンフィルム                | ニュージャパンフィルム                  | 東北新社   | グロービジョン |            |